# 奥里奇
奥里奇（羅馬化：Orichi）是俄罗斯基洛夫州的市级镇、奥里奇区行政中心，位于伏尔加河流域内维亚特卡河支流格尼卢哈河（Гнилуха）畔，地处基洛夫州中西部，在州府基洛夫西南方，东偏北侧及西南侧分别有同属一区的市级镇廖温齐和米尔内。
该地2021年人口有7,065人；2010年人口7,962；2002年人口8,050；1989年人口9,915。